# Barnstädt
Barnstädt è un comune tedesco situato nel land della Sassonia-Anhalt.